# 충남고등학교
충남고등학교(忠南高等學校)는 대한민국 대전광역시 서구 둔산동에 있는 공립 고등학교이다.

## 학교 연혁
- 1962년 3월 3일 : 학교설립인가(남, 여 24학급) 목동교정(대전시 중구 목동 126). 충남고등학교 병설학교［대전서여자고등학교(2학년 4학급, 3학년 4학급), 대전사범병설고등학교(2학년 5학급), 병설중학교(3학년 4학급)］
- 1962년 3월 8일 : 초대 김성식 교장 취임
- 1962년 3월 8일 : 제1학년 8학급(남4, 여4) 입학식
- 1963년 1월 21일 : 제1회 졸업식(182명)
- 1969년 12월 1일 : 남․여 학교분리(교육법시행령 제64조 2항) 18학급 인가(남자, 각학년 6학급)
- 1970년 3월 2일 : 도마동교정(대전시 중구 도마동 135-1) 신축교사로 이전
- 1994년 8월 18일 : 둔산동교정(대전광역시 서구 둔산동 1513) 신축교사 이전
- 2001년 6월 15일 : 별관 교사동 준공
- 2003년 11월 19일 : 다목적 체육관 개관
- 2012년 3월 1일 : 자율형공립고 지정
- 2014년 3월 1일 : 38학급 인가 (특수학급 2학급 포함)
- 2022년 3월 2일 : 제24대 김희종 교장 취임
- 2024년 1월 9일 : 제62회 졸업식(307명, 졸업생 32,772명)
- 2024년 3월 4일 : 제65회 입학식(316명)

## 학교 위치
- 1962년 3월 3일 ~ 1969년 11월 30일 : 중구 동서대로 1360 (목동 / 현 충남여자중학교, 충남여자고등학교)
- 1970년 3월 2일 ~ 1994년 8월 17일 : 서구 유등로 285 (도마동 /  대전버드내중학교)
- 1994년 9월 1일 ~ (현재) : 서구 문정로 171 (둔산동)

## 사진

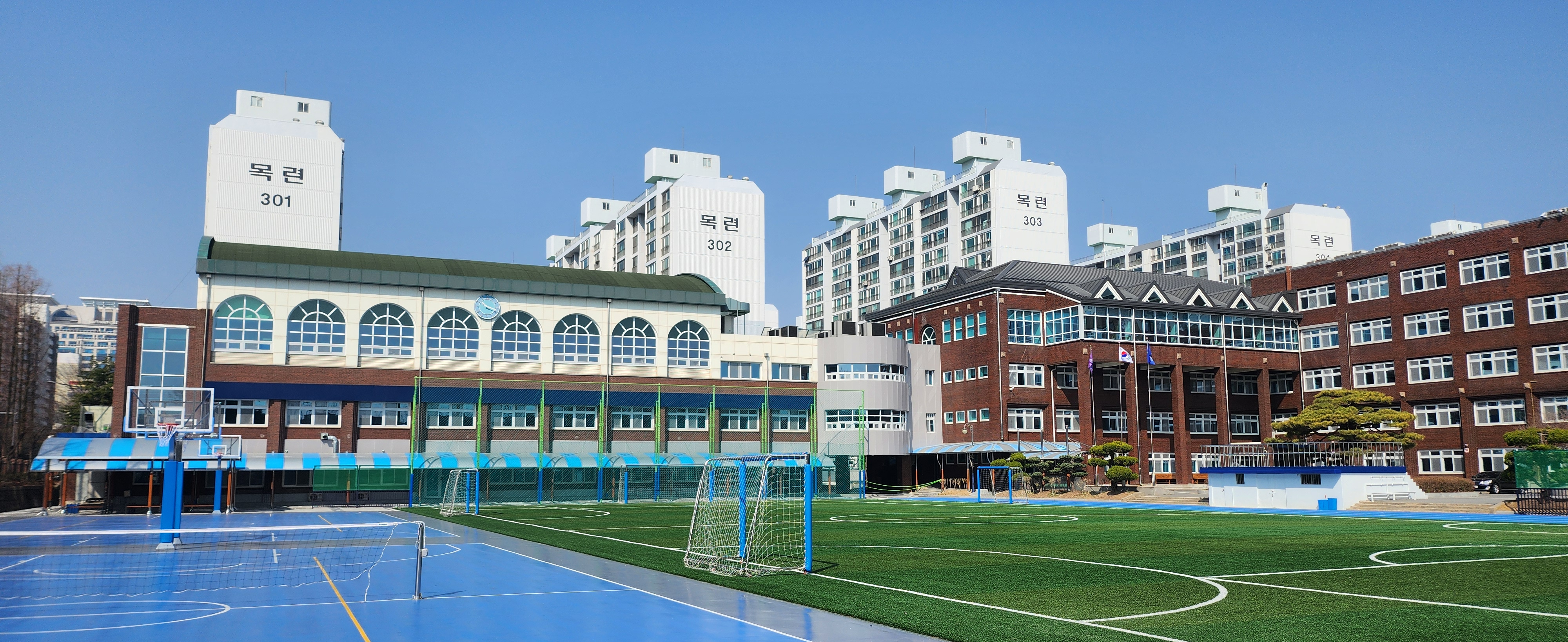
충남고등학교 강당
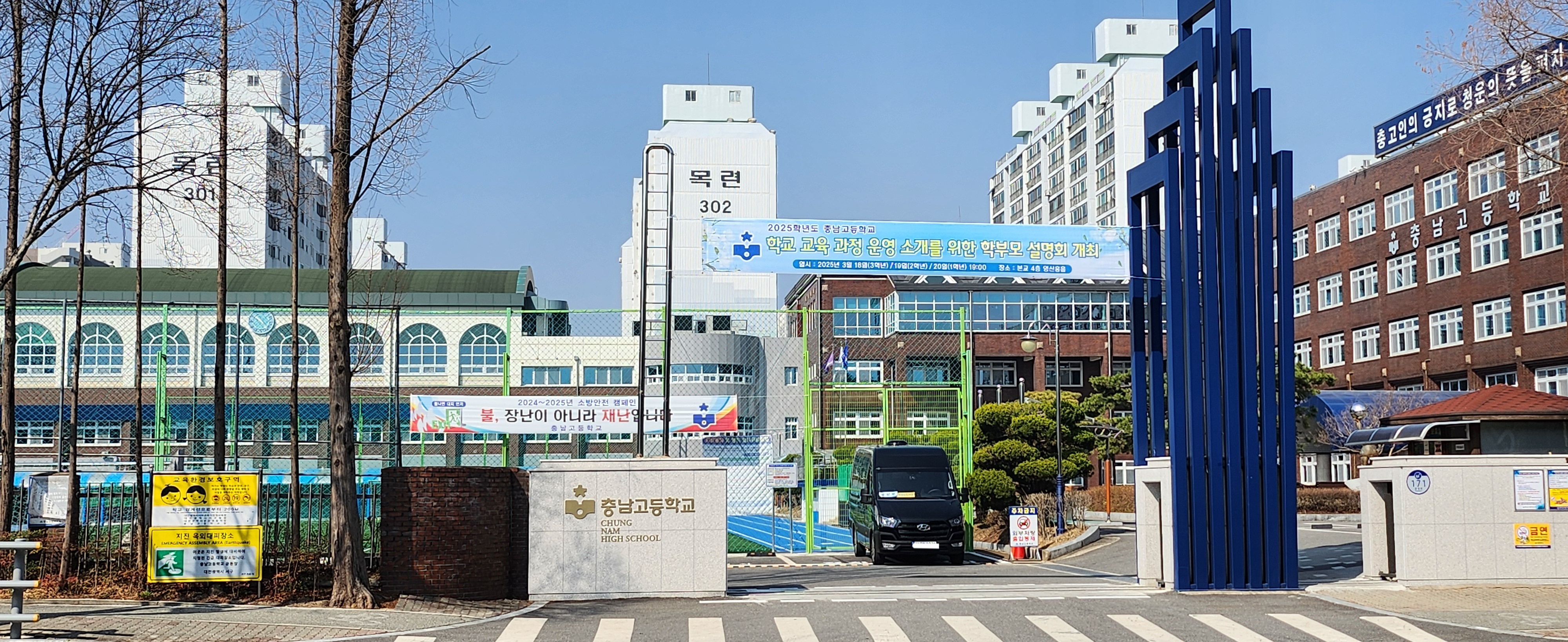
길 맞은편에서 바라본 모습
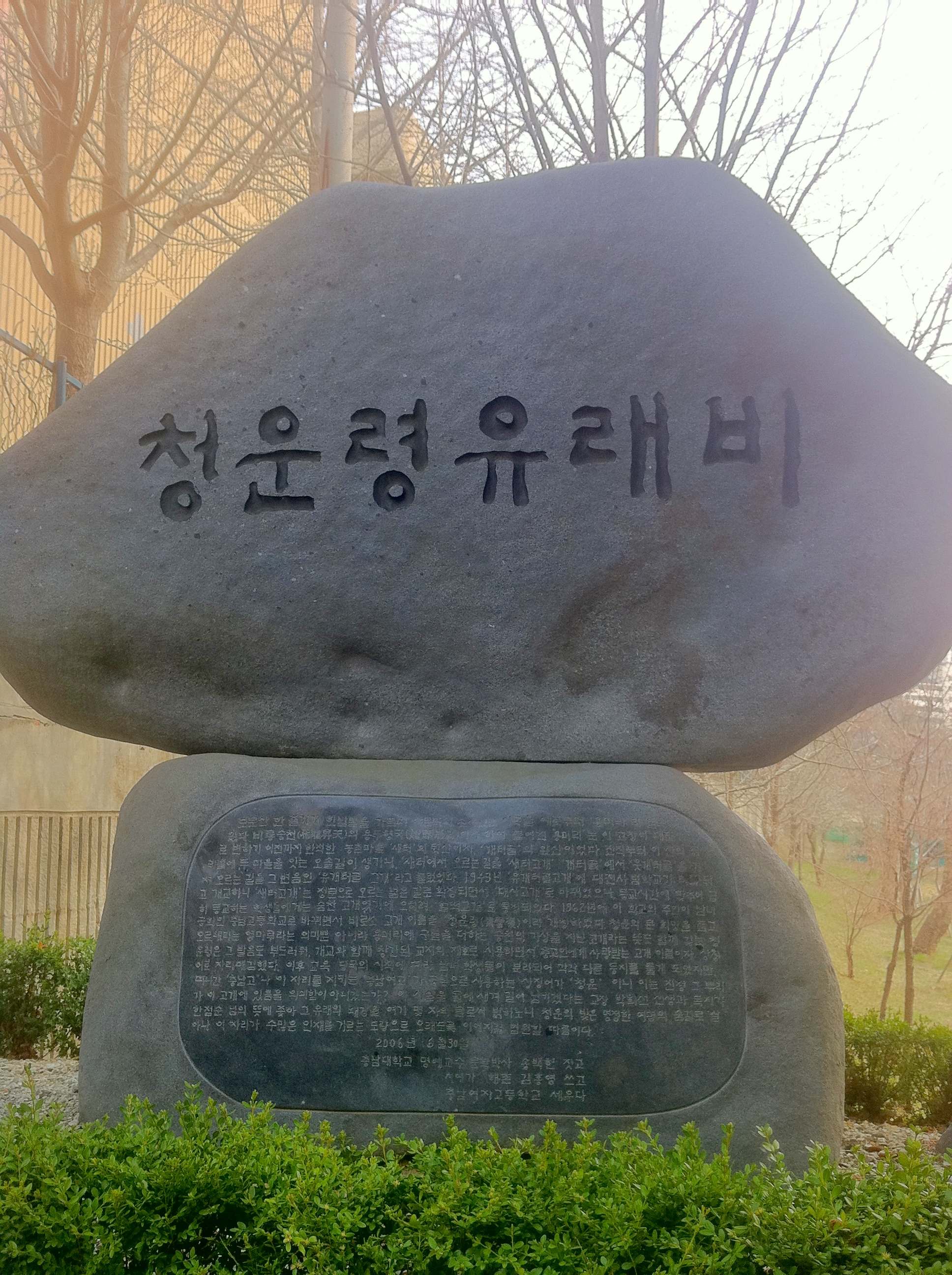
청운령유래비

## 참고 자료
- 충남고등학교 - 한국교육학술정보원 학교알리미